# Una Noche en Caracas con la Sonora Matancera
Primer disco de Celia Cruz donde participa junto a Nelson Pinedo y Carlos Argentino acompañados la Sonora Matancera. Contiene 12 temas, anteriormente ella había grabado con la agrupación diversos números. Los temas que grabó Celia Cruz, fueron ejecutados el 30 de enero de 1956, para ésta placa 4 canciones solamente(*).

## Temas
- 1. Tu Rica Boca
- 2. Gozando(*)
- 3. Sabrosito Así
- 4. Apambichao
- 5. La Merenguita(*)
- 6. Mi Chica y Yo
- 7. El Gavilán
- 8. Cha Cha Cha de los Feos
- 9. No Encuentro Palabras(*)
- 10. Recordando mi Cuartito
- 11. De Ti Enamorado
- 12. Contentosa(*)

- Datos: Q6155746